# Cornelius Maas (Handballspieler)

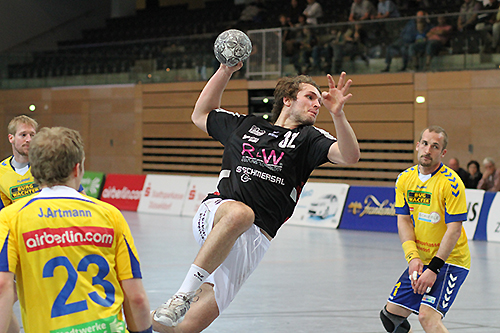
Erste Bundesligaschritte im Trikot des Zweitligisten TUSPO Obernburg.

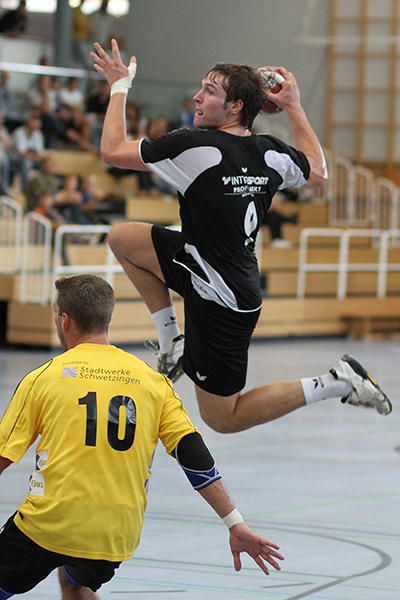
In Obernburg sorgte Cornelius Maas vor allem als Torjäger für Aufsehen.

Cornelius Jasper Maas (* 15. Juli 1991 in Augsburg) ist ein ehemaliger deutscher Handballspieler. Neben mehreren Stationen in der 1. und 2. Bundesliga, ist der Rückraumspieler im Jahr 2011 mit der deutschen Juniorennationalmannschaft Weltmeister geworden.

## Karriere
Cornelius Maas ist in Augsburg geboren und in Südhessen, in Darmstadt, aufgewachsen. Maas spielte bis 2006 bei JSG Crumstadt/Goddelau und wechselte im selben Jahr zum TV Groß-Zimmern, wo sich der damalige Trainer Ante Pralas als entscheidender Förderer herausstellte. In den Jahren 2007 bis 2009 spielte Maas für das Handballleistungszentrum Großwallstadt und sammelte dort in B- und A-Jugend Regionalliga Erfahrung.
Bereits parallel zu seinem letzten Jahr in der A-Jugend stand Maas im Kader des Süd-Regionalligisten TV Kirchzell. Im Folgenden erhielt er ein Doppelspielrecht und konnte erstmals im Männerhandball, bei der SG Leutershausen, Fuß fassen.
2008/2009 wurde Maas mit der A-Jugend des HBLZ Großwallstadt deutscher Vizemeister und durfte mit der SG Leutershausen den Aufstieg in die Regionalliga feiern. Er selbst kletterte allerdings gleich zwei Ligen empor und schloss sich von 2009 bis 2011 dem Süd-Zweitligisten TUSPO Obernburg an. 2011 erhielt der Handballer bereits ein Doppelspielrecht für den bayrischen Erstligisten TV Großwallstadt. Seit der Saison 2013/14 steht er beim TV 1893 Neuhausen unter Vertrag. Im Sommer 2016 wechselte er zum Oberligisten SG H2Ku Herrenberg. Im Jahr 2018 kehrte er zum TV 1893 Neuhausen zurück. Noch vor dem Saisonbeginn 2018/19 wurde Maas vom Oberligaaufsteiger TSV Zizishausen verpflichtet, für den er ebenfalls in der Saison 2019/20 auf Torejagd ging.
In Griechenland nahm der Handballer im Sommer 2011 mit der deutschen Juniorennationalmannschaft an der Weltmeisterschaft teil. Dem Team gelang dort der Titelgewinn und Cornelius Maas kam eine Schlüsselrolle zu. Der ehemalige Bundestrainer Horst Bredemeier sprach im Anschluss an das Endspiel davon, dass Maas zu den vier besten Akteuren auf dem Feld zählte. Die Spielzeit 2011/12 brachte mit dem Debüt in der Nationalmannschaft der Männer einen weiteren Höhepunkt. Mit der B-Auswahl absolvierte Cornelius Maas Anfang April seine beiden ersten Länderspiele gegen Dänemark (26:24 und 28:26). Als Spielmacher erzielte er mit sechs und fünf Treffern in den zwei Spielen jeweils die meisten Tore.

## Sonstiges
Sein Vater spielte ebenfalls Handball und stieß bis in die erste Liga und Nachwuchsnationalmannschaft vor, musste allerdings auf Grund einer Verletzung bereits im Juniorenalter mit dem Handball aufhören.

## Erfolge
- Deutscher A-Jugend-Vizemeister 2009
- Junioren-Weltmeister 2011
- Sportler des Jahres im Landkreis Miltenberg 2011[9]
- Mitglied der Mannschaft des Jahres bei der Wahl durch die Deutsche Sporthilfe 2011[10]

## Bundesligastatistik
| Saison  | Verein           | Liga              | Spiele | Tore  |
| 2009/10 | TUSPO Obernburg  | 2. Bundesliga Süd | 33     | 105/2 |
| 2010/11 | TUSPO Obernburg  | 2. Bundesliga Süd | 30     | 179/3 |
| 2011/12 | TV Großwallstadt | 1. Bundesliga     | 20     | 14    |
| 2012/13 | TSG Friesenheim  | 2. Bundesliga     | 12     | 60    |
| 2012/13 | TV Großwallstadt | 1. Bundesliga     | 20     | 25    |